# 凱里 (密西西比州)
凱里（英語：Cary）是位於美國密西西比州夏基縣的城鎮。

## 人口
根據2020年美國人口普查的數據，凱里的面積為1.83平方千米，皆為陸地。當地共有人口241人，而人口密度為每平方千米132人。